# Valerio Arri
Valerio Arri (né le 22 juin 1892 à Portacomaro et décédé le 2 juillet 1970 dans la même ville) est un athlète italien spécialiste du marathon. Il était licencié au US Barriera Nizza Torino.

## Biographie

### Palmarès
| Date | Compétition           | Lieu   | Résultat | Performance       |
| ---- | --------------------- | ------ | -------- | ----------------- |
| 1920 | Jeux olympiques d'été | Anvers | 3e       | 2 h 36 min 32 s 8 |

### Records
| Épreuve  | Performance       | Lieu   | Date |
| -------- | ----------------- | ------ | ---- |
| Marathon | 2 h 36 min 32 s 8 | Anvers | 1920 |